# Priscila Camargo
Priscila Camargo (São Paulo, 13 de outubro de 1958) é uma atriz brasileira, ligada à ONG Movimento Humanos Direitos.
Na década de 1980, fez participações marcantes em novelas como Final Feliz, Direito de Amar e na primeira versão de Ciranda de Pedra. Participou das Novelas, Cama de Gato e A Vida da Gente, em participação especial, e fez as Novelas Ti Ti Ti e Sangue Bom. Participou também, da Novela: A Lei do Amor, de Maria Adelaide Amaral e Vincent Villari. 
Em Teatro, fez mais de vinte espetáculos, entre eles: Viva o Cordão Encarnado, Cancão de Fogo, Lampião no Inferno, Se Chovesse Vocês Estragavam Todos, O Bom Burguês, A Resistência, O Avesso do Avesso, Besame Mucho, Direita Volver, A Bela Madame Vargas, A Volta Por Cima, Os Inimigos Não Mandam Flores, À Noite Todas as Gatas São Pardas, Intensa Magia. Em 1996, inciou um trabalho com Contos e Histórias Tradicionais, e montou espetáculos para adultos e crianças.
Para adultos: Boca a Boca - A Antiga Arte de Contar Histórias. Em seguida produziu uma continuidade, com o "Boca a Boca II", onde fez também a Direção e a Supervisão Geral foi de Domingos Oliveira, e ainda "Contos da Terra dos Mil Povos", que também Dirigiu, com Cacá Mourthé fazendo a Supervisão Geral.
Para crianças: "Caldeirão de Histórias", "Histórias da Mãe África", " A Polegaria e Outras Histórias" e "Histórias de Medo", em 2012, sob a Direção de Aracy Cardoso. Em 2012, representou o Brasil com Histórias da Mãe África e Histórias de Medo, no "Ano do Brasil em Portugal".

## Filmografia

### Trabalhos na TV
| Ano  | Título                   | Personagem         | Notas                             |
| ---- | ------------------------ | ------------------ | --------------------------------- |
| 1980 | Planeta dos Homens       | Vários Personagens |                                   |
| 1981 | Ciranda de Pedra         | Otávia Prado       |                                   |
| 1982 | Final Feliz              | Mirtô              |                                   |
| 1984 | Aventura no Corpo Humano | —                  | [ 2 ]                             |
| 1987 | Direito de Amar          | Alice              |                                   |
| 1991 | Salomé                   | Graça              |                                   |
| 1993 | Retrato de Mulher        | Marlene            | Episódio: "Era Uma Vez... Isabel" |
| 1993 | Sonho Meu                | Polaca             |                                   |
| 1996 | Quem É Você?             | Yolanda            |                                   |
| 1998 | Você Decide              | Bela Trindade      | Episódio: "O Escândalo"           |
| 2007 | Paraíso Tropical         | Dora Navarro       |                                   |
| 2008 | Malhação                 | Secretária         |                                   |
| 2010 | Cama de Gato             | Tereza             |                                   |
| 2010 | Ti Ti Ti                 | Valdete            |                                   |
| 2012 | A Vida da Gente          | Míriam             |                                   |
| 2013 | Sangue Bom               | Nancy              |                                   |
| 2016 | A Lei do Amor            | Suely              |                                   |
| 2019 | Sob Pressão              | Fabiana            | Episódio: "13 de junho"           |

## No Cinema
| Ano  | Título     | Personagem |
| ---- | ---------- | ---------- |
| 1999 | O Viajante | Vizinha    |